# Acanthogobius flavimanus
Acanthogobius flavimanus  
es un género de peces de la familia de los Gobiidae en el orden de los Perciformes.

## Morfología
Los machos pueden alcanzar los 30 cm de longitud total.

## Reproducción
Es un pez ovíparo.